# کووالیتسه
کووالیتسه (به لهستانی:  Kowalice) یک روستا در لهستان است که در گمینا ایوووا واقع شده‌است.
 کووالیتسه  ۳۴ نفر جمعیت دارد.